# Villa de Vallecas (metrostation)
Villa de Vallecas is een metrostation in de Spaanse hoofdstad Madrid. Het station werd geopend op 3 maart 1999 en wordt bediend door lijn 1 van de metro van Madrid.
- Library of Congress Control Number: n2001032782
- Virtual International Authority File: 157294157
- WorldCat: E39PBJpVbRTbm7CRYCMtMfkYyd